# Küçükteflek, Çiçekdağı
Küçükteflek là một xã thuộc huyện Çiçekdağı, tỉnh Kırşehir, Thổ Nhĩ Kỳ. Dân số thời điểm năm 2010 là 203 người.